# Rico Rodriguez II
Rico Rodríguez II (College Station, Texas; 13 de juliol de 1998) és un actor estatunidenc, d'ascendència mexicana, germà menor de la també actriu Raini Rodríguez. És conegut per interpretar el paper de Manny Delgado a la sèrie de comèdia Modern Family. Apareix breument a Epic Movie.
Va debutar com a protagonista a Los Tamales (2006), un curtmetratge còmic, escrit i dirigit per Salvador Paniagua, Jr. A partir d'aquest punt va fer aparicions menors en pel·lícules com Epic Movie (2007), Opposite Day (2009) o Els Muppets (2011). També ha realitzar cameos a sèries televisades com Urgències (2007), Nip/Tuk, iCarly (2007), My name is Earl (2008), NCIS (2009) o Good luck, Charlie (2011). Des de l'any 2009 interpreta Manny Delgado a la comèdia de Modern Family.